# 1997-es angol labdarúgókupa-döntő
Az 1997-es angol labdarúgókupa-döntő vagy FA-kupa-döntő 1997. május 17-én került megrendezésre a régi Wembley Stadionban. A két résztvevő a Chelsea és a Middlesbrough volt, a kupát a Chelsea nyerte 2–0-s győzelmet aratva a döntőben. 
A Chelsea 27 év óta az első FA-kupájáért küzdött, míg a Middlesbrough a legelső döntőjét játszotta. A Chelsea a holland edző, Ruud Gullit alatt a reneszánsztát élte, a szezonban a legjobb pozíciót szerezték meg a bajnokságban 10 év után.
A másik oldalon a Middlesbrough rosszabb eredményekkel várhatta a döntőt, ugyanis kiestek a Premiership-ből, és a ligakupa döntőjét is elveszítették.
A Chelsea győzelme azt jelentette, hogy Gullit lett az első külföldi/nem fehér edző, aki egy fontosabb kupát nyert egy angol csapattal.

## A mérkőzés
A Chelsea már 42 másodperccel a kezdés után megszerezte a vezetést az olasz középpályás, Roberto Di Matteo révén, aki a labdát megszerezve 25 yardról bombázott a kapuba. Ez volt a leggyorsabb gól a Wembley-ben rendezett FA-kupa-döntők történetében 2009-ig. Az első félidő vége felé Gianluca Festa egyenlített a Middlesbrough-nak, de a gólt les miatt nem adták meg. Hét perccel a mérkőzés vége előtt a Chelsea megszerezte a második gólját is, ezúttal Eddie Newton volt eredményes. Így a végeredmény 2–0 lett.

## Részletek
| 1997. május 17. 15:00 BST |

| Chelsea                 | 2–0         | Middlesbrough |
| ----------------------- | ----------- | ------------- |
| Di Matteo 1' Newton 83' | Jegyzőkönyv |               |

| Wembley Stadion, London Nézőszám: 79 160 Játékvezető: Stephen Lodge (Dél-Yorkshire) |

| Chelsea | Middlesbrough |

| CHELSEA:    |    |                   |           |     |
|             |    |                   |           |     |
| GK          | 30 | Frode Grodås      |           |     |
| CB          | 6  | Steve Clarke      |           |     |
| CB          | 5  | Frank Leboeuf     | Sárga lap |     |
| CB          | 20 | Frank Sinclair    |           |     |
| RWB         | 2  | Dan Petrescu      |           |     |
| LWB         | 17 | Scott Minto       |           |     |
| CM          | 11 | Dennis Wise       |           |     |
| CM          | 16 | Roberto Di Matteo | Sárga lap |     |
| CM          | 24 | Eddie Newton      | Sárga lap |     |
| CF          | 10 | Mark Hughes       |           |     |
| CF          | 25 | Gianfranco Zola   |           | 89' |
| Cserék:     |    |                   |           |     |
| GK          | 13 | Kevin Hitchcock   |           |     |
| DF          | 8  | Andy Myers        |           |     |
| FW          | 9  | Gianluca Vialli   |           | 89' |
| Edző:       |    |                   |           |     |
| Ruud Gullit |    |                   |           |     |

| MIDDLESBROUGH: |    |                    |           |     |
|                |    |                    |           |     |
| GK             | 25 | Ben Roberts        |           |     |
| RB             | 14 | Curtis Fleming     |           |     |
| CB             | 5  | Nigel Pearson      |           |     |
| CB             | 18 | Gianluca Festa     | Sárga lap |     |
| LB             | 17 | Clayton Blackmore  |           |     |
| RM             | 10 | Juninho            |           |     |
| CM             | 8  | Robbie Mustoe      |           | 29' |
| CM             | 6  | Emerson            |           |     |
| LM             | 20 | Phil Stamp         |           |     |
| CF             | 11 | Fabrizio Ravanelli |           | 24' |
| CF             | 21 | Craig Hignett      |           | 74' |
| Cserék:        |    |                    |           |     |
| DF             | 4  | Steve Vickers      |           | 29' |
| DF             | 7  | Vladimír Kinder    |           | 74' |
| FW             | 10 | Mikkel Beck        |           | 24' |
| Edző:          |    |                    |           |     |
| Bryan Robson   |    |                    |           |     |

| SZABÁLYOK - 90 perc játékidő. - 30 perc hosszabbítás, ha szükséges. - Büntetőpárbaj, ha az állás továbbra is döntetlen. - Három nevezett cserejátékos. - Legfeljebb három cserelehetőség. |

## Út a Wembley-be
| A hazai csapat van először. 3. kör: Chelsea 3-0 West Bromwich Albion 4. kör: Chelsea 4-2 Liverpool 5. kör: Leicester City 2-2 Chelsea Visszavágó: Chelsea 1-0 Leicester City Negyeddöntő: Portsmouth 1-4 Chelsea Elődöntő: Wimbledon 0-3 Chelsea (Highbury, London) | A hazai csapat van először. 3. kör: Middlesbrough 6-0 Chester City 4. kör: Hednesford Town 2-3 Middlesbrough 5. kör: Manchester City 0-1 Middlesbrough Negyeddöntő: Derby County 0-2 Middlesbrough Elődöntő: Chesterfield 3-3 Middlesbrough (Old Trafford, Manchester) Visszavágó: Middlesbrough 3-0 Chesterfield (Hillsborough Stadion, Sheffield) |

## Külső hivatkozások
- A mérkőzés a soccerbase.com-on